# Nkope-Kultur
Nkope-Kultur ist eine eisenzeitliche Kultur in Malawi, im östlichen Sambia und in Mosambik. Es handelt sich um die frühste eisenzeitliche Kultur in dieser Region und zugleich um die erste Ackerbau treibende Kultur in diesem Gebiet. Es wird vermutet, ohne dass es bewiesen werden kann, dass es sich schon um eine Bantu sprechende Bevölkerungsgruppe handelte. Die Nkope-Kultur ist nach der Ausgrabungsstätte Nkope (Nkope Mission) benannt. Sie datiert von etwa 250 bis 1000 n. Chr.
Die Nkope-Kultur wird vor allem durch ihre Keramik definiert. Es handelt sich meist um runde Gefäße mit umgestülptem Rand und Schalen mit abgeflachtem, verdicktem oder nach innen gewandtem Rand. Die Wandung der Keramik ist oft auffallend dick.
Die Orte der Nkope-Kultur finden sich meist am Malawisee und an den Ufern des Shire.
Bei Ausgrabungen wurden teilweise recht große Dörfer mit Resten von Häusern, Knochen domestizierter Rindern und Reibsteine, die auf Getreideanbau hindeuten, gefunden. Jagd und Fischfang waren aber weiterhin von großer Bedeutung. Muscheln und Glasperlen belegen den Handel mit der afrikanischen Ostküste. Eisen kommt nur sporadisch vor und scheint noch sehr wertvoll gewesen zu sein. Steinwerkzeuge spielten weiterhin eine bedeutende Rolle.
Auf die Nkope Keramik folgen in Malawi in der späten Eisenzeit die Kapeni, Longwe, Mawudzu und Nkhudzi-Keramik.
Die Nkope-Kultur wird erst seit 1968 erforscht, als Keith Robinson damit begann, Ausgrabungen an verschiedenen Orten in Malawi durchzuführen. Sie wird von Th. Huffmann der Zimbabwe Culture, also dem Munhumutapa-Reich zugeordnet.